# La Chapelle-Saint-Jean
La Chapelle-Saint-Jean è un comune francese di 83 abitanti situato nel dipartimento della Dordogna nella regione della Nuova Aquitania.

## Società

### Evoluzione demografica
Abitanti censiti